# C/1911 O1 (Brooks)
C/1911 O1 (Brooks) est une comète à longue période du Système solaire. Elle est passée au plus près de la Terre à 0,51 UA.
Elle a été découverte par William Robert Brooks en juillet 1911. Son prochain périhélie serait aux alentours de l'an 4000. 